# Kenji Toba
Kenji Toba (1950) è un astronomo giapponese.

## Biografia
Kenji Toba è un impiegato della prefettura di Ibaraki e un astrofilo, è noto in particolare per la scoperta della cometa C/1971 E1 Toba che ha scoperto dopo 124 ore di ricerche in due anni e mezzo. Gli è stato dedicato un asteroide, 24962 Kenjitoba.